# سه‌پایه‌ها
سه‌پایه‌ها نام چهارگانه‌ای علمی تخیلی برای نوجوانان از جان کریستوفر است که در سال ‎۱۹۶۷–۱۹۶۸ به چاپ رسیده‌است. این کتاب در زیر سبک پسارستاخیزی داستان جامعه‌ای را روایت می‌کند که توسط ماشین‌هایی غولپیکر به نام سه‌پایه‌ها استثمار شده‌است و به شکلی شبیه به سده‌های میانه اداره می‌شود. این چهارگانه برای جان کریستوفر جایزه گاردین را به ارمغان آورد.
سه‌پایه‌ها، برای کنترل مردم، مغز آن‌ها را در سن چهارده سالگی به کلاهک‌هایی مجهز می‌کنند که بر ساختار ذهن انسان‌ها تأثیر می‌گذارد و بیشتر آنان را شیفتهٔ خدمت و بردگی برای سه‌پایه‌ها می‌کند.به طوری که آن ها حاضرند برای خدمت به 
سه پایه ها از جان خود بگذرند. در آغاز داستان ماهیت سه‌پایه‌ها مجهول است. عده‌ای آن‌ها را ماشین‌هایی هوشمند می‌دانند که علیه اربابان پیشین خود قیام کرده‌اند. اما گروهی دیگر، اعتقاد دارند که سه‌پایه‌ها در اصل، وسایل جابجایی موجودات فضایی متجاوز هستند.
شخصیت‌های اصلی داستان، ویل، هنری و بینپل که هر سه نوجوانانی بدون کلاهک هستند به علت احساس شک و دوگانگی که در میان همسالانشان فراوان است تصمیم می‌گیرند از کلاهک‌گذاری فرار کرده و راهی برای شناخت و مبارزه با سه‌پایه‌ها پیدا کنند.

## کتاب‌ها

### کوه‌های سفید
کوه‌های سفید (به انگلیسی: The White Mountains) نام کتاب نخست از مجموعه سه‌پایه‌ها است. این کتاب برای نخستین بار در سال ۱۹۶۷ منتشر شد.
ویل که در دهکده‌ای کوچک در انگلستان زندگی می‌کند. زندگی معمولی دارد و مانند هر نوجوان دیگری، منتظر است تا جشن کلاهک گذاری‌اش انجام شود. تا این که، دوستش جک نشانه‌هایی از بقایای یک تمدن باستانی را به او نشان می‌دهد که پیش از سه‌پایه‌ها وجود داشته‌است. جک اعتراف می‌کند که از کلاهک‌گذاری می‌ترسد. اما چند روز بعد، او نیز مانند همهٔ نوجوانان دیگر کلاهک‌گذاری می‌شود. پس از این ماجرا، جک تلاش می‌کند از ویل دور بماند چون به علت وجود کلاهک، ویل را برای اعتقاداتش خطرناک می‌داند. مدتی بعد، یک فرد ناشناس به نام ازماندیاس، ویل را از وجود یک پایگاه مبارزه با سه‌پایه‌ها باخبر می‌کند که در کوه‌های سفید قرار دارد. این اتفاقات باعث می‌شود، ویل به همراه پسر عمویش هنری، از دهکده، به سمت کوه‌های سفید فرار کند. آن‌ها در این راه، با پسر دیگری به نام بینپل مواجه می‌شوند که علاقهٔ زیادی به استفاده از وسایل باستانی دارد.

### شهر طلا و سرب
شهر طلا و سرب (به انگلیسی: The City of Gold and Lead) بخش دوم مجموعه سه‌پایه‌ها است و در سال ۱۹۶۷ به چاپ رسیده‌است.
دو نفر از اعضای مقاومت (ویل و فریتس) با برنده شدن در مپیشینات ورزشی به عنوان برده به درون شهرهایی که سه‌پایه‌ها برای خود ساخته‌اند نفوذ می‌کنند و معلوم می‌شود درون آن غول‌های بزرگ آهنی موجوداتی سه‌پا و سه‌بازو سوار هستند که دو برابر انسان قد دارند. اربابان از هوایی که برای انسان‌ها کشنده است تنفس می‌کنند (با توجه به توصیفات کتاب احتمالاً کلر یا فلوئور) و چون هوای زمین هم برای آن‌ها سمی و سرد است درون گنبد بزرگی زندگی می‌کنند و سه‌پایه‌ها کاملاً عایق هوا هستند. ارباب ویل برای او از نقشه ارباب‌ها برای تغییر جو کره زمین به هوای کشنده برای انسان‌ها می‌گوید. وی بعداً دفترچه خاطرات ویل را پیدا می‌کند و ویل مجبور به کشتن وی و فرار از شهر به کمک فریتس می‌شود تا اطلاعات به دست آمده را به گروه مقاومت برساند.

### برکهٔ آتش
برکه آتش (به انگلیسی: The Pool of Fire) جلد سوم مجموعه سه‌پایه‌ها است که در سال ۱۹۶۸ به چاپ رسیده‌است.
ویل و فریتس به کمک گروه مقاومت تلاش می‌کنند بر سه‌پایه‌ها پیروز شوند. با به تله انداختن یکی از سه‌پایه‌ها مشخص می‌شود که الکل اثر خواب‌آور بر روی ارباب‌ها دارد. نقشه‌ای برای حمله هم‌زمان به هر سه شهر ارباب‌ها در زمین کشیده می‌شود. با ریختن الکل در آب شهرها، ساکنین دو شهر کشته می‌شوند اما حمله به شهر سوم ناموفق است و گروه مقاومت مجبور به حمله هوایی به شهر با کمک بالون و نارنجک می‌شود. در جریان این حمله، هنری با پریدن از بالون، نارنجک خود را بر روی گنبد شهر منفجر می‌کند که باعث کشته شدن وی و شکستن گنبد شهر می‌شود. پس از این اتفاق سفینه فضایی ارباب‌ها به زمین می‌رسد و بقایای سه شهر را نابود می‌کند. در انتهای داستان تنش‌های ملی بین انسان‌های آزاد شده تشدید می‌شود و خطر جنگ زمین را تهدید می‌کند اما ویل و دوستانش قصد جلوگیری از این اتفاق را دارند.

### وقتی سه‌پایه‌ها به زمین آمدند
وقتی سه‌پایه‌ها به زمین آمدند (به انگلیسی: When the Tripods Came) که بیست سال پس از سه‌گانه اصلی مجموعه چاپ شده‌است، در واقع پیش از داستان‌های دیگر رخ می‌دهد و داستان حمله اربابان فضایی به زمین و تسخیر آن را روایت می‌کند. ارباب‌ها که توان پیروزی بر انسان‌ها را ندارند از طریق یک برنامه تلویزیونی آن‌ها را هیپنوتیزم کرده و سپس با کمک کلاهک‌ها، آنان را به صورت دائمی تحت کنترل خود درمی‌آورند. این کتاب از نظر زمان چاپ چهارمین کتاب سه‌پایه‌ها است اما از نظر زمان اتفاق به پیش از کوه‌های سفید بر می‌گردد.

## شخصیت‌ها
- هنری پارکر
- ویل پارکر
- فریتس
- ژان پل (بینپل)
- ارباب ها
- ژولیس

## انتشار
کتاب پیش از انقلاب ۱۳۵۷ ایران برگردان شده و توسط کانون پرورش فکری کودکان و نوجوانان به چاپ رسیده‌است. همچنین در سال‌های پس از انقلاب، این کتاب دوباره توسط مهرداد تویسرکانی برگردان و توسط انتشارات قدیانی منتشر شده‌است.